# 門脇真依
門脇 真依（かどわき まい、2001年4月22日 - ）は、兵庫県多可町出身の女子サッカー選手。ドイツ・女子ブンデスリーガ1部のRBライプツィヒ所属。ポジションはフォワード、ミッドフィールダー。JFAアカデミー福島9期生。

## 来歴

### ユース
中高時代は親元を離れてJFAアカデミー福島に入り、2017年にはU-16日本女子代表に選ばれている。
東洋大学女子サッカー部では1年次から公式戦に出場し、3年次には関東大学女子サッカーリーグと全日本大学女子サッカー選手権初優勝の立役者となった。

### シニア
大学4年次の2023年7月末で退部し、翌8月にスウェーデン・ダームアルスヴェンスカンのFCローゼンゴードへ2023シーズン途中からの加入が決まった。
ローゼンゴードのスポーツディレクターのテレーズ・シェーグランには「テクニックがあり、賢く、ボールの扱いもしっかりしていて、今いるチームのフォワードとは異なるプレースタイルを持っている」と評価された。リーグ戦では加入後4試合目となるベクショーDFF戦で初得点を挙げた。女子チャンピオンズリーグ・2次予選のスパルタク・スボティツァ戦でもフル出場し、2戦とも得点に絡む1アシスト1ゴールの活躍で同年のスウェーデンのチームとしては唯一となる本戦出場に導いた。
2025年1月14日（現地時間）、ドイツ・女子ブンデスリーガ1部のRBライプツィヒへの移籍が発表された。2024-25シーズン後半からの加入となり、契約期間は2028年6月30日まで。

## 個人成績

### クラブ
| クラブ            | シーズン     | リーグ                   | 背番号 | リーグ戦 | リーグ戦 | カップ戦 | カップ戦 | リーグ杯 | リーグ杯 | UWCL/AWCL | UWCL/AWCL | 合計 | 合計 |
| クラブ            | シーズン     | リーグ                   | 背番号 | 出場     | 得点     | 出場     | 得点     | 出場     | 得点     | 出場      | 得点      | 出場 | 得点 |
| ----------------- | ------------ | ------------------------ | ------ | -------- | -------- | -------- | -------- | -------- | -------- | --------- | --------- | ---- | ---- |
| JFAアカデミー福島 | 2014         | チャレンジ               | 32     | 0        | 0        | 0        | 0        | —        | —        | —         | —         | 0    | 0    |
| JFAアカデミー福島 | 2015         | チャレンジWEST           | 26     | 0        | 0        | 1        | 0        | —        | —        | —         | —         | 1    | 0    |
| JFAアカデミー福島 | 2016         | チャレンジWEST           | 19     | 12       | 2        | 2        | 1        | —        | —        | —         | —         | 14   | 3    |
| JFAアカデミー福島 | 2017         | チャレンジWEST           | 13     | 17       | 2        | 2        | 1        | —        | —        | —         | —         | 19   | 3    |
| JFAアカデミー福島 | 2018         | チャレンジWEST           | 13     | 11       | 3        | 2        | 0        | —        | —        | —         | —         | 13   | 3    |
| JFAアカデミー福島 | 2019         | チャレンジEAST           | 9      | 15       | 2        | 2        | 1        | —        | —        | —         | —         | 17   | 3    |
| JFAアカデミー福島 | 通算         | 通算                     | 通算   | 55       | 9        | 9        | 3        | 0        | 0        | 0         | 0         | 64   | 12   |
| 東洋大学          | 2022         | —                        | 9      | —        | —        | 3        | 3        | —        | —        | —         | —         | 3    | 3    |
| FCローゼンゴード  | 2023         | ダームアルスヴェンスカン | 16     | 8        | 2        | 4        | 2        | —        | —        | 6         | 2         | 18   | 6    |
| FCローゼンゴード  | 2024         | ダームアルスヴェンスカン | 16     | 25       | 12       | 1        | 1        | —        | —        | -         | -         | 26   | 13   |
| FCローゼンゴード  | 通算         | 通算                     | 通算   | 33       | 14       | 5        | 3        | 0        | 0        | 6         | 2         | 44   | 19   |
| RBライプツィヒ    | 2024-25      | 女子ブンデスリーガ       | 15     | 8        | 0        | 0        | 0        | —        | —        | -         | -         | 8    | 0    |
| 通算              | 日本         | 日本                     | 2部    | 0        | 0        | 0        | 0        | 0        | 0        | 0         | 0         | 0    | 0    |
| 通算              | 日本         | 日本                     | 3部    | 55       | 9        | 9        | 3        | 0        | 0        | 0         | 0         | 64   | 12   |
| 通算              | 日本         | 日本                     | その他 | 0        | 0        | 3        | 3        | 0        | 0        | 0         | 0         | 3    | 3    |
| 通算              | スウェーデン | スウェーデン             | 1部    | 33       | 14       | 5        | 3        | 0        | 0        | 6         | 2         | 44   | 19   |
| 通算              | ドイツ       | ドイツ                   | 1部    | 8        | 0        | 0        | 0        | 0        | 0        | 0         | 0         | 8    | 0    |
| 総通算            | 総通算       | 総通算                   | 総通算 | 96       | 23       | 17       | 9        | 0        | 0        | 6         | 2         | 119  | 34   |

1. 1 2  UEFA女子チャンピオンズリーグ 2023-24の成績。

- 日本女子サッカーリーグ
  - 初出場 - 2016年4月10日 チャレンジリーグWEST 第1節 新潟医療福祉大学女子サッカー部戦 (新潟聖籠スポーツセンター アルビレッジ（人工芝）)[7]
  - 初得点 - 2016年5月28日 チャレンジリーグWEST 第7節 NGU名古屋FCレディース戦 (裾野市運動公園陸上競技場)[7]

- ダームアルスヴェンスカン
  - 初出場 - 2023年9月2日 第18節 ピーテオIF（英語版）戦 (ボーデンス・エネルギ・アリーナ（スウェーデン語版）)[8]
  - 初得点 - 2023年10月3日 第21節 ベクショーDFF（英語版）戦 (ヴィスマ・アリーナ（英語版）)[8]

- 女子ブンデスリーガ
  - 初出場 - 2025年2月2日 第13節 FCバイエルン・ミュンヘン 戦 (トレーニングセンター・RBライプツィヒ・プラッツ1)[8]

- UEFA女子チャンピオンズリーグ
  - 初出場 - 2023年10月11日 UWCL2023-24 予選2回戦 第1戦  スパルタク・スボティツァ（英語版）戦 (TSCアリーナ（セルビア語版）)[8]
  - 初得点 - 2023年10月18日 UWCL2023-24 予選2回戦 第2戦  スパルタク・スボティツァ戦 (マルメIP（英語版）)[8]

## タイトル

### クラブ
- 東洋大学体育会サッカー部女子部
  - 関東大学女子サッカーリーグ: 1回 (2022)
  - 全日本大学女子サッカー選手権大会: 1回 (2022)

- FCローゼンゴード
  - ダームアルスヴェンスカン: 1回 (2024)